# Podobnost (geometrie)

Tvary se stejnou barvou jsou podobné

Podobnost je geometrické zobrazení Euklidovského prostoru do sebe, které násobí všechny vzdálenosti stejným koeficientem, tzv. měřítkem podobnosti. Dva geometrické útvary v Euklidově prostoru jsou podobné, pokud oba mají přesně stejný tvar. Přesněji řečeno, jeden je shodný s útvarem, získaným jako výsledek rovnoměrného zmenšení či zvětšení druhého a jeho případné rotace, posunutí a zrcadlení. Nejjednodušším příkladem podobného zobrazení je stejnolehlost. Podobnost je speciálním případem afinity. Speciálním případem podobnosti, je-li koeficient podobnosti roven 1, je shodnost.
Poměr vzdálenosti dvou bodů daného geometrického útvaru a vzdálenosti odpovídajících dvou bodů jiného geometrického útvaru (referenčního) je u podobných útvarů shodný pro každou takovou dvojici bodů a nazývá se koeficient podobnosti. Podobnost zachovává velikost úhlů a poměr délek.

## Podobnost v rovině
Pro rovinné útvary z toho vyplývá, že odpovídající hrany podobných mnohoúhelníků jsou ve vzájemném poměru a odpovídající úhly si jsou rovny.
Například všechny kružnice, čtverce a rovnostranné trojúhelníky si jsou podobné. Naopak elipsy si podobné být nemusí, stejně tak jako hyperboly.
Zpravidla se za speciální případ podobnosti považuje i shodnost, tedy podobnost s koeficientem podobnosti {\displaystyle k=1}. Všechny shodné tvary jsou tedy zároveň podobné (některé učebnice výslovně vydělují shodné trojúhelníky z definice podobných trojúhelníků, takže musí být rozdílné nejen tvary, ale i jejich velikosti, aby se daly považovat za podobné).

### Podobné trojúhelníky
Trojúhelníky {\displaystyle \triangle ABC} a {\displaystyle \triangle DEF} jsou podobné (píšeme {\displaystyle \triangle ABC\sim \triangle DEF\,}), pokud vyhoví jedné z následujících vět:
1. Věta sss – Každé dva trojúhelníky, které mají sobě rovné poměry délek všech tří dvojic odpovídajících stran, jsou si podobné.
  - odpovídající strany mají délky ve stejném poměru, takže platí {\displaystyle {AB \over DE}={BC \over EF}={AC \over DF}=k} a trojúhelníky jsou si podobné.
2. Věta sus – Každé dva trojúhelníky, které mají sobě rovné poměry délek dvou odpovídajících stran a shodují se v úhlu jimi sevřeném, jsou si podobné.
3. Věta uu – Každé dva trojúhelníky, které mají dva úhly stejné, jsou si podobné.
  - je-li úhel {\displaystyle \angle BAC} roven {\displaystyle \angle EDF} a {\displaystyle \angle ABC} je roven {\displaystyle \angle DEF}, pak to znamená, že i {\displaystyle \angle ACB} je roven {\displaystyle \angle DFE} a trojúhelníky jsou si podobné.
4. Věta Ssu – Každé dva trojúhelníky, které mají sobě rovné poměry délek dvou odpovídajících stran a shodují se v úhlu naproti větší straně, jsou si podobné.

Podobné trojúhelníky jsou tedy takové, které mají stejný tvar, ale jinou velikost (tvar trojúhelníku je definován jeho úhly). Je to možné říci i tak, že jeden trojúhelník je zvětšením (či zmenšením) druhého.

### Podobné mnohoúhelníky

Podobné obdélníky

Tuto myšlenku je možné rozšířit na mnohoúhelníky s více stranami. U jakýchkoli dvou podobných mnohoúhelníků si jsou odpovídající strany přímo úměrné. Nicméně pouze úměrnost stran není dostatečná k zajištění podobnosti mnohoúhelníků kromě trojúhelníků, takže odpovídající úhly rovněž musí být shodné.